# Премія Денні Гайнемана з астрофізики
Премія Денні Гайнемана з астрофізики — премія, яку щороку спільно вручають Американське астрономічне товариство та Американський інститут фізики за видатну роботу у галузі астрофізики. Її спонсорує Фонд Гайнемана у пам'ять про Денні Гайнемана.

## Лауреати
- 1980 — Джозеф Тейлор молодший
- 1981 — Ріккардо Джакконі
- 1982 — Джеймс Піблс
- 1983 — Ірвін Шапіро
- 1984 — Мартін Ріс
- 1985 — Сандра Фабер
- 1986 — Гайрон Спінрад
- 1987 — Девід Ламберт
- 1988 — Джеймс Ганн
- 1989 — Карл Гейлс
- 1990 — Річард Маккрей
- 1991 — Воллес Сарджент
- 1992 — Богдан Пачинський
- 1993 — Джон Мазер
- 1994 — Джон Бакал
- 1995 — Джеррі Нельсон
- 1996 — Роджер Шевальє
- 1997 — Скотт Тремайн
- 1998 — Роджер Бландфорд
- 1999 — Кен Фрімен
- 2000 — Френк Шу
- 2001 — Брюс Елмеґрін
- 2002 — Джон Річард Бонд
- 2003 — Рашид Сюняєв
- 2004 — Брюс Дрейн
- 2005 — Джордж Ефтафіу, Саймон Вайт
- 2006 — Марк Девіс
- 2007 — Роберт Кеннікутт
- 2008 — Ендрю Фабіан
- 2009 — Леннокс Кові
- 2010 — Едвард Колб, Майкл Тернер[en]
- 2011 — Роберт Кіршнер
- 2012 — Хриса Кувеліоту
- 2013 — Рейчел Сомервіл
- 2014 — П'єро Мадау
- 2015 — Девід Сперджел, Марк Камьонковскі
- 2016 — Венді Фрідман
- 2017 — Ларс Білдстен
- 2018 — Василікі Калогера
- 2019 — Едвін Берґін[en]
- 2020 — Крістофер Коханек[en]
- 2021 — Robert Lupton, David Weinberg[3]
- 2022 — Norman Murray[4]